# 안양시민축제
안양시민축제는 대한민국 경기도 안양시가 주최하고, 평촌중앙공원 등의 안양시의 공원을 기반으로 하는 지역 축제이다.

## 역사
2000년, 안양시민축제가 처음으로 개최하였다. 초반에는 평촌중앙공원에서 진행해왔으며, 현재에는 병목안시민공원이나 삼덕공원, 범계역 주변에서도 함께 개최하고있다. 2012년에는 안양 추억 페스티벌로 불렸으나, 2013년 안양시민축제로 명칭이 다시 변경되었다.
| 회차 | 연도   | 명칭                            | 장소                                | 기간                 | 관람 인원       | 비고 |
| ---- | ------ | ------------------------------- | ----------------------------------- | -------------------- | --------------- | ---- |
| 1    | 2000년 | 안양시민축제                    | -                                   | -                    | -               |      |
| 2    | ?      | 안양시민축제                    | -                                   | -                    | -               |      |
| 3    | ?      | 안양시민축제                    | -                                   | -                    | -               |      |
| 4    | ?      | 안양시민축제                    | -                                   | -                    | -               |      |
| 5    | ?      | 안양시민축제                    | -                                   | -                    | -               |      |
| 6    | ?      | 안양시민축제                    | -                                   | -                    | -               |      |
| 7    | ?      | 안양시민축제                    | -                                   | -                    | -               |      |
| 8    | ?      | 안양시민축제                    | -                                   | -                    | -               |      |
| 9    | 2010년 | 안양시민축제                    | 평촌중앙공원                        | 10월 1일 ~ 3일       | 약 25만명       |      |
| 10   | 2011년 | 꿈과 희망의 안양시민축제        | 삼덕공원, 평촌중앙공원              | 9월 23일 ~ 25일      | 약 30만명       |      |
| 11   | 2012년 | 안양 추억 페스티벌              | 삼덕공원, 평촌중앙공원              | 9월 21일 ~ 23일      | 약 35만명       |      |
| 12   | 2013년 | 시승격 40주년 기념 안양시민축제 | 평촌중앙공원, 삼덕공원              | 10월 4일 ~ 6일       | 약 40만 7,000명 |      |
| 13   | 2014년 | 안양시민축제                    | 평촌중앙공원, 삼덕공원              | 9월 26일 ~ 28일      | 약 23만명       |      |
| 14   | 2015년 | 안양시민축제                    | 평촌중앙공원, 삼덕공원              | 10월 2일 ~ 4일       | 약 30만명       |      |
| 15   | 2016년 | 안양시민축제                    | 평촌중앙공원, 삼덕공원, 범계역 인근 | 9월 24일 ~ 25일      | 약 25만명       |      |
| 16   | 2017년 | 안양시민축제                    | 평촌중앙공원, 병목안시민공원        | 9월 20일 ~ 22일      | 약 32만명       |      |
| 17   | 2018년 | 안양시민축제                    | 평촌중앙공원, 병목안시민공원        | 9월 14일 ~ 16일      | 약 30만명       |      |
| 18   | 2019년 | 안양시민축제                    | 평촌중앙공원, 병목안시민공원        | 9월 20일 ~ 22일      | 약 32만명       |      |
| 19   | 2020년 | 안양시민축제                    | (온라인)                            | 9월 25일 ~ 11월 27일 | 3,696명         |      |
| 20   | 2021년 | 안양시민축제                    | (온라인)                            | 9월 28일 ~ 11월 30일 | 4,970명         |      |

## 행사 내용

### 19회
- 코로나19 극복
  - 코로나19 극복 희망 영상공모전
  - 'ㅇㅅㅁㅊ' 4행시 이벤트
- 안양시민축제 콘텐츠
  - 온라인 시민공연마당
  - 안양시민축제송 공모전
- 춤의 도시, 안양
  - 온라인 댄스 워크샵
  - 나만의 'ㅇㅅㅁ춤' 만들기
  - 우선멈'춤' 챌린지

### 20회
- '우선' 테마
  - 힘을내요, 안양 - 드론라이트쇼
  - 이겨내요, 안양 - 미술프로젝트
- '멈춤' 테마
  - 보여줘요, 안양 - 숏폼 영상
  - 그림맞'춤' - SNS이벤트
  - 함께해요, 축제송 - 영상 공모
- '춤' 테마
  - 함께춰요, 댄스 - 영상 공모
  - K-POP Danca Class Week

## 같이 보기
- 경기도의 축제 목록